# NGC 7034
NGC 7034 est une galaxie elliptique relativement éloignée et située dans la constellation de Pégase. Sa vitesse par rapport au fond diffus cosmologique est de 8 596 ± 37 km/s, ce qui correspond à une distance de Hubble de 126,8 ± 8,9 Mpc (∼414 millions d'al). NGC 7034 a été découverte par l'astronome allemand Albert Marth en 1863.
NGC 7033 et NGC 7034 forment une paire de galaxies.